# La Sierrezuela
La Sierrezuela es un parque periurbano, en el municipio Español de Posadas, Córdoba. Está emplazado en la transición entre Sierra Morena y la Vega del Guadalquivir. Este parque fue declarado como tal el 27 de febrero del año 2000 por la Junta de Andalucía, en donde se le reconoce una superficie de 384 hectáreas. Cuenta con una zona recreativa en donde podemos encontrar fuentes de aguas y mesas.

## Biodiversidad
En su interior podemos contemplar la fauna silvestre y la vegetación que cubre estos suelos calizos, destacando principalmente el pino piñonero el cual fue repoblado en los años cuarenta. Junto a las repoblaciones, evolucionadas naturalmente, se encuentran algunas encinas y acebuches silvestres, además de matorral propio del bosque mediterráneo con lentisco, palmito, madroño, diversas jaras etc.

En lo que a fauna animal corresponde en este espacio natural habitan especies como el tejón, el zorro, la comadreja, el conejo, la liebre o el jabalí, entre otros, aunque el grupo más importante lo constituyen las aves: cigüeña blanca, ratonero común, águila pescadora, cernícalo vulgar, búho real, lechuza común, buitre leonado, rabilargo y perdiz común.

## Turismo
Este lugar presenta un importante potencial educativo, con recursos didácticos tales como el palmital más extenso de la provincia o distintas muestras de la importancia en esta comarca de las formas de vida tradicional, en la explotación de los recursos. Además durante el trayecto se podrá observaremos algunos hallazgos arqueológicos. El más antiguo de los existentes corresponde a comienzo de la Edad de los Metales, un dolmen descubierto en 1991. También existen indicios de minería de cobre y plomo argentífero desde época romana.
Aunque por lo que destaca realmente este espacio natural es por sus itinerarios están preparados para practicar senderismo, footing, bicicleta, equitación, etc. También por las fiestas populares que allí celebran los vecinos del municipio de Posadas.